# غاضب الأخوات (فلم)
هو فيلم كوميدي فرنسي إنتاج 2004 بطولة: إيزابيل هوبيرت، كاثرين فروت، فرانسوا بيرلياند.

## القصة
تدور أحداث الفيلم حول شقيقتين، لويس الصغيرة طبيعية ومباشرة وتعيش في المقاطعة، ومارتين الكبيرة جميلة ومنعزلة، وتعيش وسط الطبقة العليا المتوسطة بباريس، وبعد أن تؤلف لويس رواية تذهب لمقابلة ناشر في باريس من المرجح أن تغير تلك المقابلة حياتها، فتذهب للإقامة عند شقيقتها لثلاثة أيام، خلال تلك الفترة تتصادم الشقيقتان وتفضحان حياتهم

## وصلات خارجية
- غاضب الأخوات على موقع IMDb (الإنجليزية)
- غاضب الأخوات على موقع روتن توميتوز (الإنجليزية)
- غاضب الأخوات على موقع نتفليكس (الإنجليزية)
- غاضب الأخوات على موقع ألو سيني (الفرنسية)
- غاضب الأخوات على موقع Turner Classic Movies (الإنجليزية)
- غاضب الأخوات على موقع أول موفي (الإنجليزية)
- غاضب الأخوات على موقع فيلمافينيتي (الإسبانية)
- غاضب الأخوات على موقع قاعدة بيانات الأفلام السويدية (السويدية)
- غاضب الأخوات على موقع قاعدة بيانات الفيلم (الإنجليزية)
- غاضب الأخوات على موقع ليتربوكسد (الإنجليزية)

1. ↑  وصلة مرجع: http://www.imdb.com/title/tt0410639/. الوصول: 8 مايو 2016.
2. 1 2 3 4 5  وصلة مرجع: http://www.allocine.fr/film/fichefilm_gen_cfilm=57401.html. الوصول: 8 مايو 2016.
3. 1 2 3 4 5 6 7 8 9 10 11  وصلة مرجع: http://www.imdb.com/title/tt0410639/fullcredits. الوصول: 8 مايو 2016.